# جواز سفر كندي
جواز السفر الكندي جواز سفر يصدر لمواطني كندا. يتيح الجواز الكندي لحامله للخروج والدخول من جديد لكندا. ويسمح أيضا للسفر من وإلى بلدان أخرى وفقا لمتطلبات التأشيرة. الجواز الكندي يسهل عملية تأمين المساعدة من موظفي القنصلية الكندية في الخارج، إذا لزم الأمر. وتلبى الحماية لحامل الجواز أثناء تواجده في الخارج.

البلدان والأقاليم التي لا تفرض تأشيرة أو تطلب تأشيرة دخول عند الوصول للجهة، لحاملي جوازات السفر الكندية العادية.

## إنظر أيضا
- متطلبات الحصول على تأشيرة لمواطني كندا